# Valdemar Birksø
Valdemar Birksø Thorsen (født 17. marts 2001) er en professionel fodboldspiller, der spiller som målmand for fodboldklubben FC Fredericia.

## Karriere

### Ungdom
Da Birksø var helt ung spillede han i klubben Brande IF. I 2013 deltog Birksø i en FCM Fodboldskole. Dengang var den daværende Brande IF-spiller kun 12 år gammel, og havde først lige fundet ud af, at han skulle være keeper. Tidligere havde han nemlig spillet som forsvarsspiller. Ved fodboldskolen, som afholdes for FC Midtjyllands samarbejdsklubber, som Brande IF tidligere var, imponeret unge Birksø så meget, at han blev udtaget til Hedens talenthold og den efterfølgende elitefodboldskole. Siden har han spillet turneringer for nogle af FC Midtjyllands ungdomshold – eksempelvis dengang, hvor FC Midtjylland U/15, blandt andet takket være Birksø, vandt Brøndby Cup. Som lidt af en straffesparksekspert snuppede han i alt seks ud af 11 straffespark i semifinalen og finalen af turneringen og sikrede dermed et trofæ til det midtjyske ungdomshold.

### FC Midtjylland
Birksø blev hurtigt starter på FC Midtjyllands ungdomshold. Birksø fik ikke chancen på førsteholdet, og den 21. juni 2022 forlængede han sin kontrakt med FCM til 2027, og blev lejet ud til FC Fredericia i 1. division, Danmarks næstbedste række.

### FC Fredericia
Birksø fik sin senior-debut den 23. juli 2022 for FC Fredericia mod Nykøbing FC i 1. division hvor han startede inde. Birksø startede inde i alle Fredericias ligakampe i 2022-23 sæsonen. Birksø ville rigtig gerne fortsætte endnu en sæson i Fredericia og det gik FCM med til. Den 15. juni 2023 meldte FCM ud, at Birksø ville fortsætte i Fredericia i endnu en sæson på lån.